# 瓦西里·米特罗欣
瓦西里·尼基季奇·米特罗欣（俄语：Васи́лий Ники́тич Митро́хин，1922年3月3日—2004年1月23日）是苏联情报机构克格勃第一总局少校、高级档案员，1992年提供给英国驻里加大使馆大量克格勃档案后逃往英国，这些档案被称为米特罗欣档案。米特罗欣提供给军情六处的情报文件揭露了未知苏联的俄国特工。

## 外部連結
- The Mitrokhin Archive （页面存档备份，存于） from the Cold War International History Project （页面存档备份，存于）
- Spy Fever Strikes UK  at  Literature of Intelligence, Muskingum College，存档于（存檔日期 May 4, 2006）
- BBC News - BRITAIN BETRAYED - Spies who betrayed Britain - Monday, 20 December 1999，存档于（存檔日期 January 18, 2000）